# 苯教

“雍仲”，一個象征「永恒」的苯教标志，有着「卍字」的形状。

苯教（藏語：བོན，威利转写：bon，藏语拼音：Pön），是苯波教的简称，又称本教、缽教，是西藏的本土宗教。苯教是由西藏的原始萨满信仰演变而来的，也是西藏历史上最早的宗教。其崇拜的对象包括天地日月、雷电冰雹、山石草兽等各种自然物以及自然界的神灵和鬼魂。据说苯教最高级的神是叶仙。苯教教徒头裹黑巾，因此被藏传佛教信众稱为“黑教”（藏語：ནག་ཆོས་，威利转写：nag chos，藏语拼音：Nagqö）。苯教徒认为“黑教”是具有敌意的称谓，因为在藏语中“黑教”一词有“邪教”的意思（相對佛教被稱為正法）。

## 概要
苯教信众将其历史分为早期的原始苯教（藏語：སྲིད་པར་གྱུད་ཁྱི་བོན་，威利转写：srid par gyud kyi bon，藏语拼音：Sibarkyü kyi Pön）和后来的雍仲苯教（藏語：གཡུང་དྲུང་བོན་，威利转写：g.yung drung bon，藏语拼音：Yungchung Pön）。原始苯教事实上是一种万物有灵的萨满信仰，雍仲苯教是由象雄王子辛饶米沃（藏語：གཤེན་རབ་མི་བོ་，威利转写：gShen rab mi bo，藏语拼音：Xênrab Miwo）在改革原始苯教之后创立的，形成了自己独特的理论体系。苯教的标志为“雍仲恰辛”，即两个左旋的“卍”字相连而成的符号；其符号與“卐”字方向相反。
苯教是西藏的本土宗教，在早期居于绝对优势地位，拥有参政、议政之权，其势力甚大、信徒甚众。在吐蕃军队出征的时候，也往往会有苯教巫师随军，通过巫术来提高吐蕃军队的士气。赤松德赞继位之后，为了加强王权，大力扶持佛教势力，将佛教确立为国教并打压苯教。赤松德赞这一政策遭到众多大臣的反抗，但都以失败告终。此后的数代赞普都延续了这一政策，赤德松赞和赤祖德赞在位期间，更是在政务九大臣之上设置“僧相”一职，将佛教僧侣地位置于世俗贵族之上。僧相强制推广藏传佛教，对苯教的打击则是变本加厉。这使不少苯教信众逃避到阿里、安多、康区等偏远地区。为了苯教生存，苯教全面佛教化，苯教供奉起了佛教的佛、菩萨、金刚、明王，放弃以前黑色的教服，改成红色黄色的袈裟，不再长发披肩，跟佛教比丘一样剃发，成為藏密佛教的一支，但保留了一些教义和仪式规则（例如朝塔時以逆時針方向進行，一般佛教徒以順時針方向進行）。
苯教的中心寺院是扎西梅日寺，位于西藏自治区日喀则地区南木林县境内。苯教曾长期受到藏学界的忽视，近数十年以来才被国内外学者重视，并翻译了大量苯教的历史文献和典籍。目前中华人民共和国国家宗教事务局将轄境內的苯教与藏传佛教一起归属到中国佛教协会之下进行管理。

## 历史

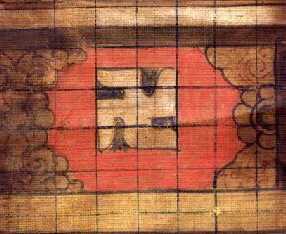
一個左旋的「萬字」，是苯教的神聖符號

苯教产生于西藏象雄（今西藏自治区阿里地区），最初有很多流派，后来由辛饶米沃创立的雍仲苯教逐渐占据优势，得到了广泛的传播。苯教起初是崇拜天、地、日、月、星辰、雷电、山川等自然现象的万物有灵论，经历了长时间的发展，形成了拥有众多富于哲理的经文，和系统化的教规礼仪的人为宗教。藏传佛教学者根据苯教的历史演变和形成过程，将其分为多苯、恰苯和居苯三个阶段。:54

### 原始苯教时期
原始苯教时期，又被藏传佛教学者称为多苯时期，一般从苯教祖师辛饶米沃开始到第八位吐蕃王止贡赞普，部分研究认为原始苯教受到琐罗亚斯德教的影响，例如原始苯教有拜火和拜光的传统，许多宗教仪轨也与琐罗亚斯德教颇为相似，如苯教丧葬习俗--天葬与琐罗亚斯德教相似。
原始苯教把自然界万物人格化，用万物有灵的观念来解释一切事物与现象的存在和变化。:55此时的苯教信仰的对象非常多而杂，有“魔苯”、“赞苯”、“沐浴苯”、“招财苯”、“占卦苯”、“龙苯”、“神鬼苯”、“历算苯”等数十种苯教。
苯教在祭祀仪式上以宰杀牛羊等动物祭祀神灵，焚烧谷物给神灵煨桑，叩首向神灵表示尊敬，以跪坐对神灵表示虔诚；后来传入藏区的佛教从形式上吸收了原始苯教的宗教形式，成为了藏传佛教重要的特点之一。:55
此时期的苯教尚未形成自己系统的理论体系，分散、各自独立而且互不联系，且带有一些原始的巫术性质，以鬼神崇拜为主。:56苯教巫师在吐蕃的王庭中拥有很高的地位，扮演着极为重要角色。吐蕃王庭中设有“古辛”（地位相当于国师）一职，由苯教巫师担任。每位赞普登基都必须经过“古辛”的认证，并为“古辛”建立一座名叫“赛康”的寺庙作为供养。赞普每作出一项决定，都要由“古辛”通过占卜算卦来决定是否可以执行。

### 雍仲苯教时期

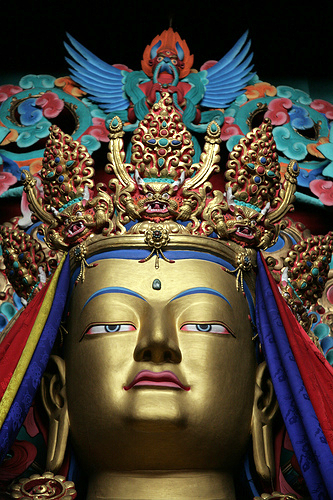
辛饶米沃塑像
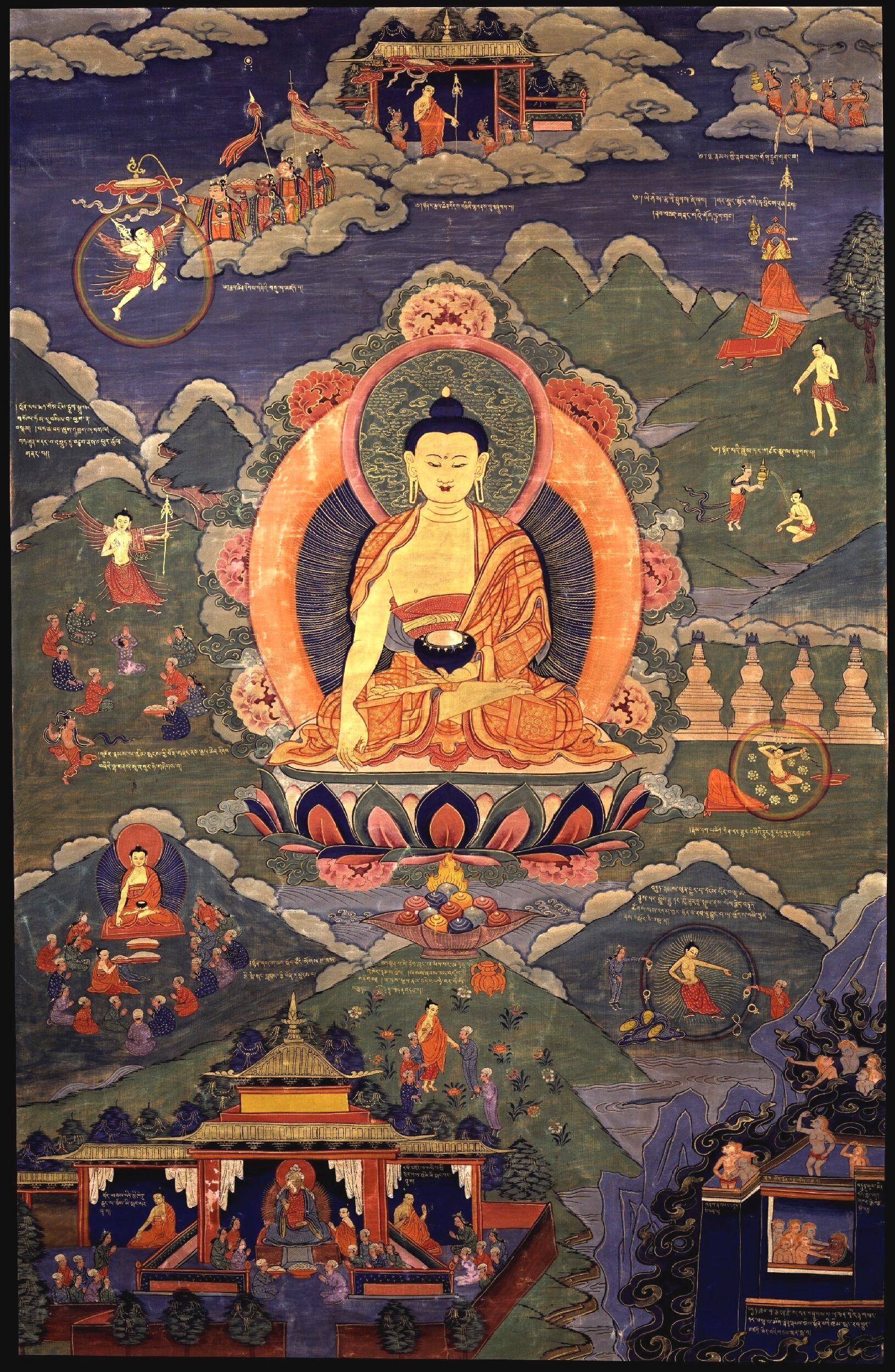
辛饶米沃畫像
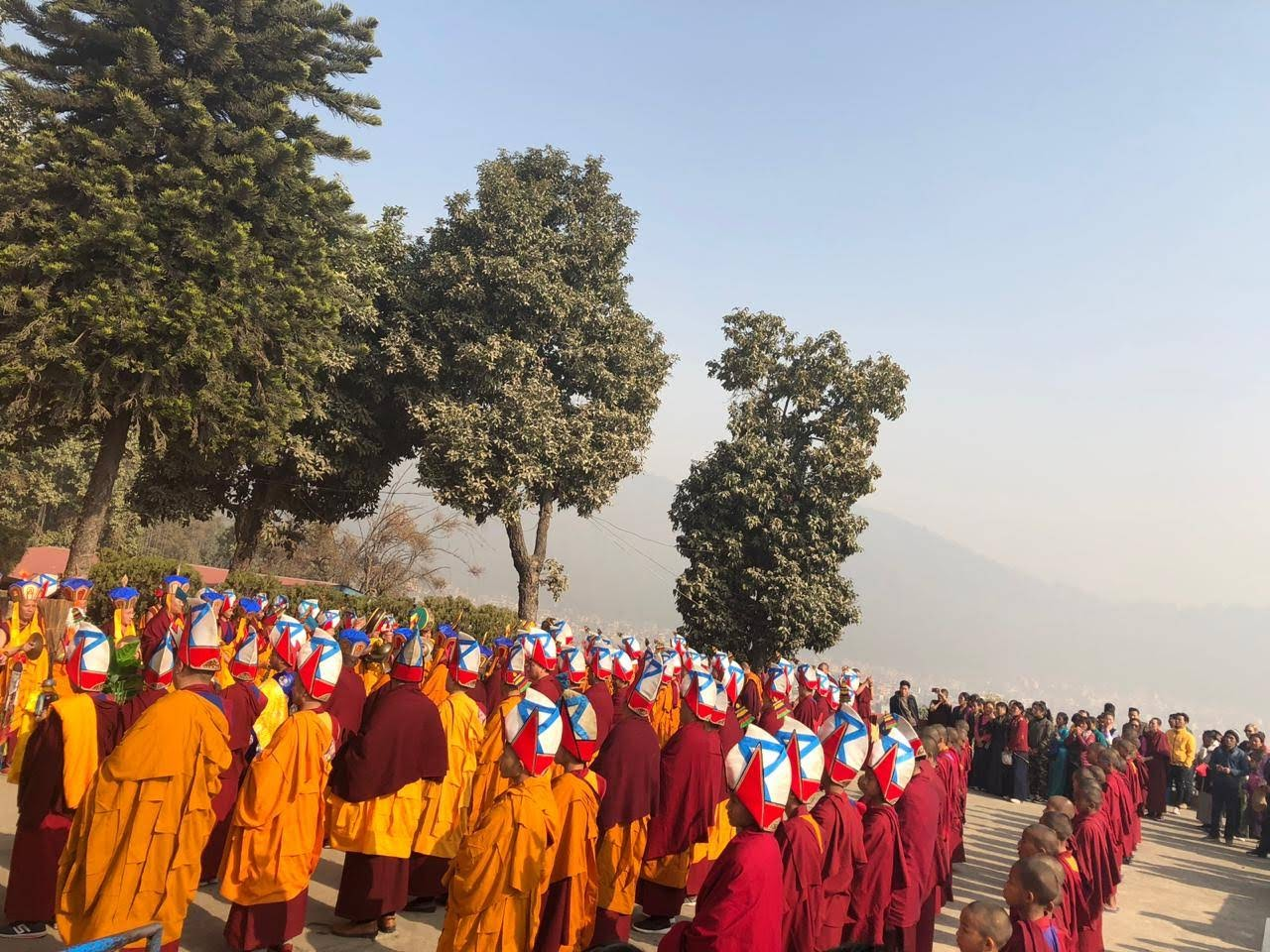
苯教僧侣

雍仲苯教由辛饶米沃创立，该时期是苯教的成熟和定型的阶段，可再分为前期和后期，后期与藏传佛教互相影响，并成为今日的苯教。藏传佛教学者将其分别称为恰苯时期和居苯时期。

#### 雍仲苯教早期（恰苯时期）
雍仲苯教前期被藏传佛教称为“恰苯”，此时期是苯教的成熟阶段，大致从止贡赞普到松赞干布在位。止贡赞普期间，王庭中的苯教团体势力已经大到足以威胁赞普的王权。止贡赞普为了维护自身利益，从克什米尔、象雄和勃律请来了三位有专长的苯教巫师，试图以此来打压苯教团体。最后，止贡赞普在一次比武中被其大臣罗昂达孜杀害。止贡赞普的尸体被丢进雅鲁藏布江，他的两个儿子遭到流放。后来止贡赞普的儿子杀死仇人，夺回王位。并从象雄聘请一位苯教巫师，建立了第一座赞普陵墓，并在从象雄苯教师的宗教仪式中继承了王位。:57
多苯时期的文化在当时已成为陋习，其中落后的部分趋于消亡。恰苯废除合并了多样繁杂的崇拜对象，创建了以信奉“三界”的雍仲苯教，将世界分为天、地和地下，崇拜天神“赞”、地神“年”和龙神“鲁”。此阶段，赞普也不再被认为是天神之子，苯教祖师辛饶米沃则被奉为教主，赞普、群臣和百姓开始向天神和教主进行祭祀，并开始制度化。学者马晓军认为这一时期的苯教是混融印度的大自在天派后形成的。:57

#### 雍仲苯教后期（居苯时期）
松赞干布从唐朝、尼泊尔引入佛教，可以将此事件认为是雍仲苯教前期和后期的分界线。此时期的雍仲苯教被藏传佛教称为“居苯”。此阶段的苯教自佛教中引入大量教义，充实自身的理论，成为了一套成型的宗教体系。
佛教自松赞干布在位期间传入西藏。松赞干布本人并不信仰佛教，他制定的严酷法律中包含了断肢、割舌、挖眼、剥皮等完全违背佛教教义的酷刑，充分证实了这一点。但他试图通过扶持佛教的势力来制约强大到足以威胁王权的苯教势力。不过，因受到地理环境的限制和苯教文化的抵制，始终无法得到广泛传播:56。至赤松德赞在位期间，为了维护赞普的权威，开始大力扶持佛教，并从印度那爛陀寺请来不少佛教高僧弘扬佛法。后来，赤松德赞通过佛苯双方辩论的方式，将佛教定为国教。苯教因其没有成型的教义而在与佛教的斗争中落败。但苯教徒不甘失败，参考佛教的方式，整理并翻译苯教的经典，逐渐建立起自己完整的理论体系。但被赤松德赞认为是亵渎国教，禁止苯教的传播，大肆屠杀和流放苯教徒。从此苯教活动开始转入地下和边远地区:59。不过，藏传佛教也受到苯教的深刻影响，例如藏传佛教的本尊、护法神、仪轨、法器、供品、装束乃至象征物大多延续自苯教。:60
至朗达玛灭佛时，苯教再度复兴。吐蕃帝国崩溃之后，苯教再度崛起。大约与藏传佛教的后弘期同时，苯教借助学术自由的时机充分建立自身的宗教理论。不少苯教经典都是这个时期编写完成的。不过后来，藏传佛教始终是西藏的主流，苯教的活动则转入阿里、安多、康区等边远地区，后来传入甘南地区和云南地区:60。年美·喜绕坚赞（mNyam med Shes rab rgyal mtshan）是苯教在后弘期期间重要的上师，为苯教的复兴作出突出贡献，被尊为苯教第二代祖师。他在1406年创立了扎西梅日寺并自任大堪钦（即“堪布”、大住持），为曼日三十四位历代上师之首。
夏尔扎·扎西坚赞是近代最著名的一位苯教上师，他通晓苯教和藏传佛教的许多经典。19世纪中后叶，他与藏传佛教高僧康楚仁波切、蒋扬钦哲旺波、秋吉林巴等人发起利美运动，主张消除各教派间的分歧，对不同教派间的教义与传承同等尊重。
苯教文化在西藏土地改革運動和文化大革命中受到严重破坏，许多寺庙被拆毁，扎西梅日寺、热拉雍仲林寺、色结寺、色果查姆寺等重要寺院都遭到严重破坏甚至完全毁坏，不少僧侣和信众逃往印度、锡金、不丹、尼泊尔等地重建苯教寺庙。改革开放后，通过中国中央政府拨款和信众的捐助，西藏各地的苯教寺庙已相继被修复。

## 教义

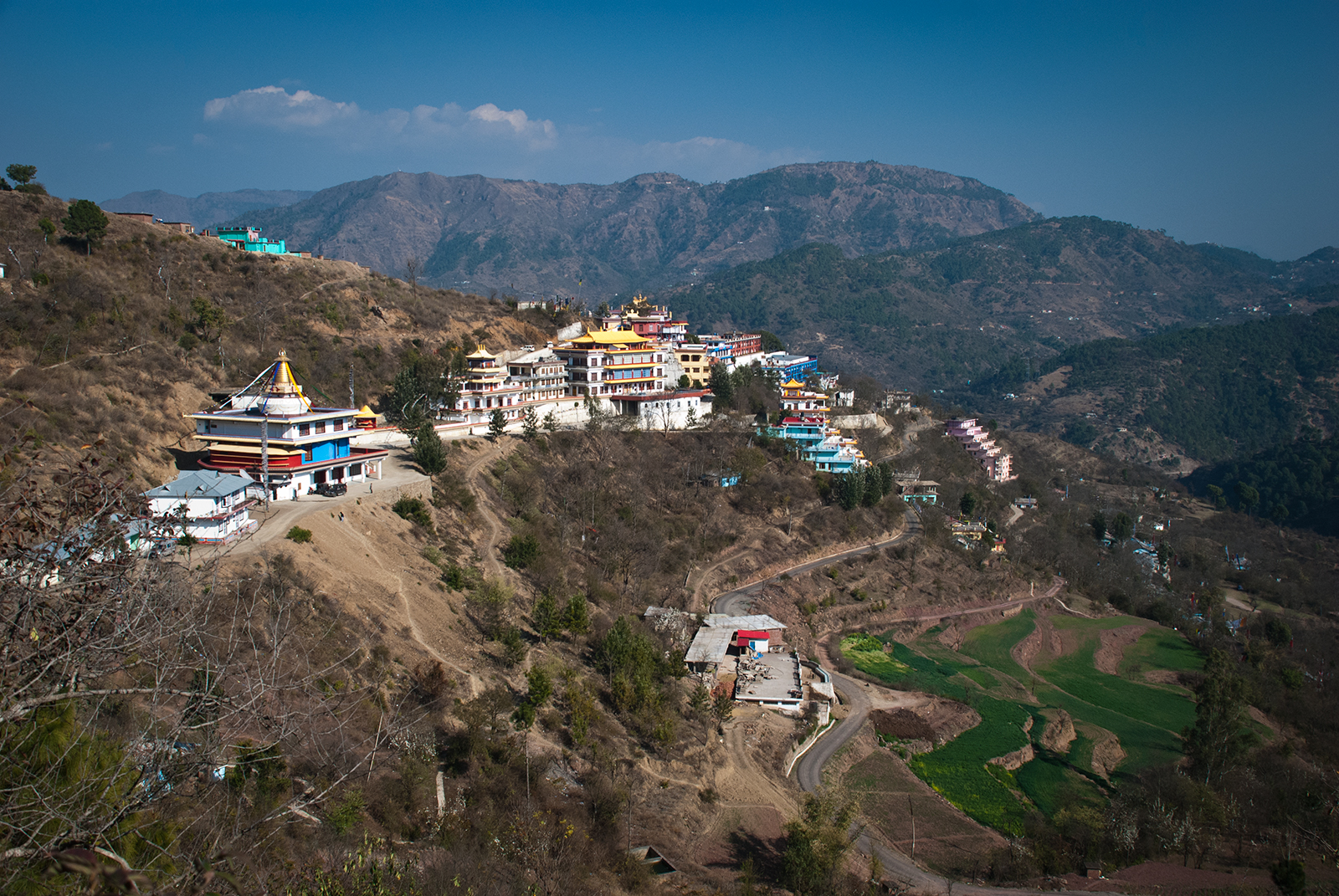
印度梅日寺，原西藏梅日寺在印度重建

苯教的核心思想是“苯”，根据苯教信众的解释，“苯”字原意是“唸诵”或“读咏”，意译自象雄语“吉”（gyer）。“苯”有八大类别，即有为苯、无为苯、轮回苯、涅盘苯、道谛苯、法处苯、所知苯和福德苯。苯教中的“苯”与汉传佛教中的“法”意义大致相同，意思是「真理」、「現實」和「真正的教義」，包含万事万物，万物皆有“苯”。现今苯教的教義與藏傳佛教的教義非常相似，尤其是寧瑪派的教義。與佛教一樣，苯教將世界視為一個受苦之地並尋求精神解脫，他們的教义包含業力、轮回以及六界。苯教僧人與藏傳佛教喇嘛扮演相似的角色，苯教的神和儀式通常與佛教相似，儘管名称和塑像有所不同。
苯教藏傳佛教主要區別是苯教的宗教權威來源不是印度佛教傳統，而是源自象雄的原始苯教。苯教也包括許多藏傳佛教中不常見的儀式，例如占卜儀式、旨在引導死者意識前往更高境界的喪葬儀式。苯教修行目的是达到大圆满的境界，大圆满术语与寧瑪派的大圆满相同，但傳承、觀點有所不同。根據苯教的說法，所有的“相”都其真实本质，要獲得精神解脫，就必須洞察這個本質，以达到大圆满的境界。

## 外部連結
- 雍仲本教
- 最古老的苯教寺庙--孜珠寺